# Iunie 1995
Acest articol este generat integral pe baza informațiilor din articolul 1995 și este actualizat periodic de un robot.
 Editările făcute în articol vor fi șterse la următoarea actualizare! Dacă doriți să faceți modificări, editați articolul-sursă.

ianuarie -
februarie -
martie -
aprilie -
mai -
iunie -
iulie -
august -
septembrie -
octombrie -
noiembrie -
decembrie
Iunie 1995 a fost a șasea lună a anului și a început într-o zi de joi.

## Evenimente
- 16 iunie: Un măslin adus din Israel și oferit Papei Ioan Paul al II-lea a fost plantat în grădina Vaticanului pentru a marca prima aniversare a stabilirii relațiilor diplomatice între Sfântul Scaun și statul evreu.
- 22 iunie: Ministrul român de externe, Teodor Meleșcanu, prezintă la Paris, omologului său francez, Herve de Charette, cererea de aderare a României la Uniunea Europeană, România devenind al treilea stat fost comunist care face acest demers.
- 26 iunie: „Afacerea Terasa Anda“. La 21 iunie, doi ziariști de la ziarul Ziua dintre care unul Tana Ardeleanu, jurnalista care ancheta apartenența lui Ion Iliescu la KGB, au observat că sunt filmați dintr-o mașină. Urmăritorii au fost reținuți și duși la Poliție unde au fost identificați ca lucrători ai SRI. Ofițerii au fost suspendați din funcție pentru „lipsă de profesionalism și abilitate în îndeplinirea misiunii lor“.[1]
- 26 iunie: Președintele egiptean, Hosni Mubarak, a supraviețuit unui grav atentat, la Addis Abeba, în Etiopia.
- 29 iunie: Navele spațiale Atlantis (SUA) și Mir (Rusia) s-au unit, formând astfel cel mai mare satelit artificial care a orbitat vreodată în jurul Pământului

## Nașteri
- 2 iunie: Q18098061, jucător de tenis sârb
- 5 iunie: Troye Sivan, artist australian
- 7 iunie: Nika Turković, cântăreață croată
- 8 iunie: Ferland Mendy, fotbalist francez
- 8 iunie: Tom Grennan, cantautor britanic
- 10 iunie: Kristi Qose, fotbalist albanez
- 16 iunie: Claudia Chiper, fotbalistă moldoveană
- 17 iunie: Clément Lenglet, fotbalist francez
- 21 iunie: Bryan Nouvier, fotbalist francez
- 23 iunie: Danna Paola, actriță și cântăreață mexicană
- 24 iunie: Hervin Ongenda, fotbalist francez de etnie congoleză (atacant)

## Decese
Arturo Benedetti Michelangeli, 75 ani, pianist italian (n. 1920)
Rory Gallagher (William Rory Gallagher), 47 ani, muzician irlandez (n. 1948)
Emil Cioran, 84 ani, filosof și scriitor român, membru post-mortem al Academiei Române (n. 1911)
Yves Congar (n. Yves Marie-Joseph Congar), 91 ani, teolog catolic dominican (n. 1904)
Jonas Salk, 80 ani, medic american (n. 1914)
Meir Zorea, 72 ani, politician israelian (n. 1923)
Lucia Bercescu-Țurcanu, 84 ani, soprană română și interpretă de operă (n. 1911)
Sicco Leendert Mansholt, 86 ani, politician din Țările de Jos (n. 1908)
Lana Turner (n. Julia Jean Turner), 74 ani, actriță americană (n. 1921)
Nazari Iaremciuk, 43 ani, cântăreț ucrainean (n. 1951)